# Hall of Great Western Performers

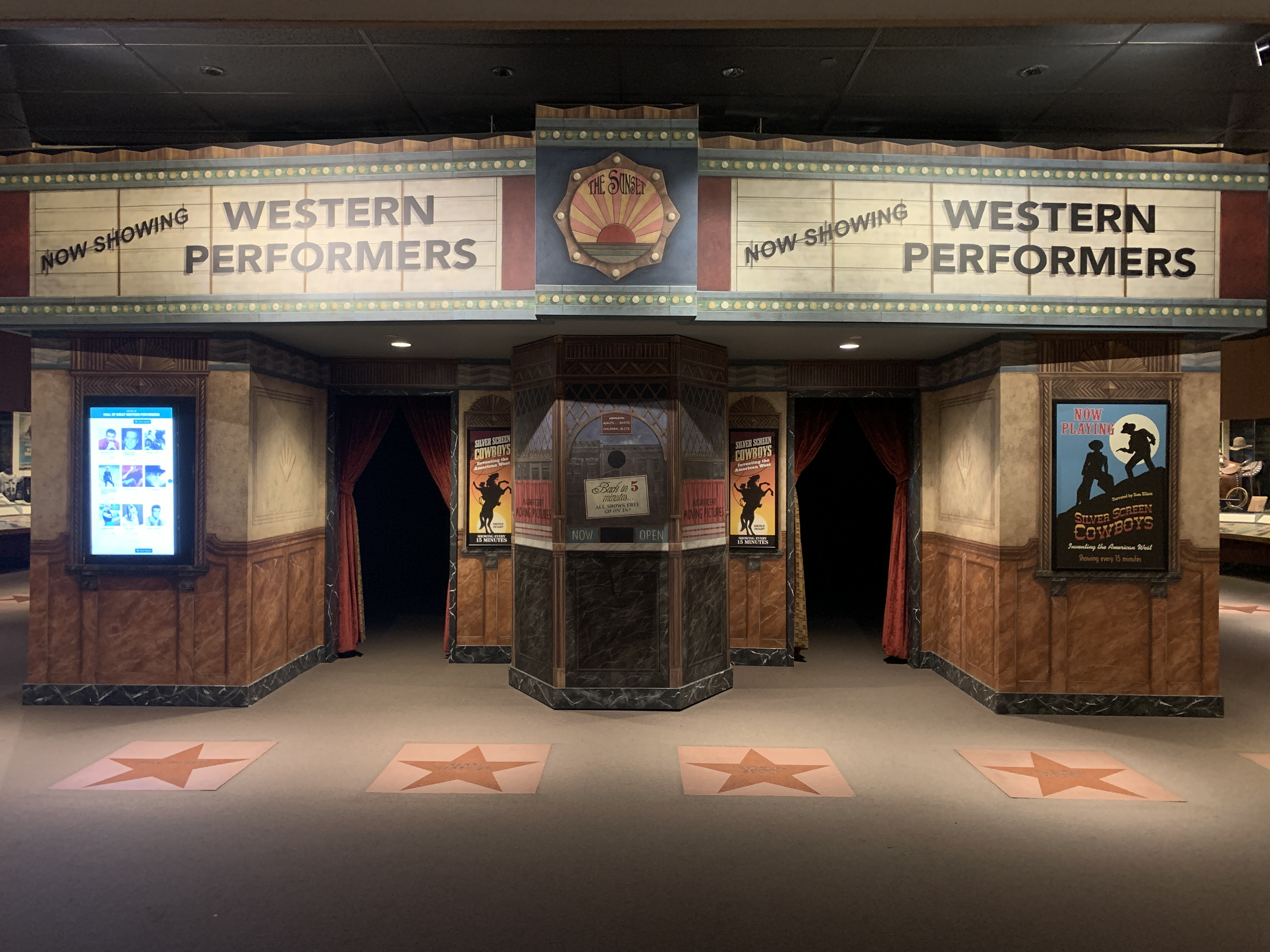
Hall of Great Western Performers

Le Hall of Great Western Performers est un Hall of Fame faisant partie du National Cowboy & Western Heritage Museum à Oklahoma City. Il est aussi parfois dénommé Western Performers Hall of Fame. Étendu sur 370 m2, il honore les artistes qui ont contribué à l'élaboration et à la préservation des légendes de l'Ouest. L'exposition présente aussi l'ensemble des souvenirs du musée, qui contient par exemple la collection personnelle d'armes à feu de John Wayne.

## Membres du Hall of Fame
La liste suivante reprend les membres du Hall of Great Western Performers classés par année d'admission.
- 1958 : Tom Mix
- 1966 : Gary Cooper
- 1968 : Amanda Blake
- 1969 : Joel McCrea
- 1970 : Walter Brennan
- 1970 : Robert Taylor
- 1972 : Gene Autry
- 1972 : James Stewart
- 1973 : Buck Jones
- 1973 : Tim McCoy
- 1973 : Barbara Stanwyck
- 1974 : John Wayne
- 1975 : William S. Hart
- 1975 : Randolph Scott
- 1976 : Harry Carey
- 1976 : Dale Evans
- 1976 : Roy Rogers
- 1978 : Glenn Ford
- 1979 : Hoot Gibson
- 1979 : Gregory Peck
- 1980 : Tex Ritter
- 1981 : James Arness
- 1981 : Ken Curtis
- 1981 : Dennis Weaver
- 1981 : Milburn Stone
- 1982 : Ben Johnson
- 1982 : Slim Pickens
- 1983 : Rex Allen
- 1983 : Dale Robertson
- 1984 : Kirk Douglas
- 1989 : Ronald Reagan
- 1990 : James Garner
- 1990 : Clayton Moore
- 1991 : Chuck Connors
- 1991 : James Drury
- 1991 : Tim Holt
- 1992 : Hugh O'Brian
- 1992 : Jack Palance
- 1993 : Maureen O'Hara
- 1993 : Jay Silverheels
- 1994 : Jack Elam
- 1994 : Texas Jack Omohundro
- 1995 : William Boyd
- 1995 : Hugh Farr
- 1995 : Karl Farr
- 1995 : Reba McEntire
- 1995 : Bob Nolan
- 1995 : Lloyd Perryman
- 1995 : Sons of the Pioneers
- 1995 : Tim Spencer
- 1996 : Ernest Borgnine
- 1996 : Audie Murphy
- 1997 : Richard Farnsworth
- 1997 : Vince Gill
- 1998 : Melissa Sue Anderson
- 1998 : Alison Arngrim
- 1998 : Victor French
- 1998 : Melissa Gilbert
- 1998 : Karen Grassle
- 1998 : Lindsay Greenbush
- 1998 : Sidney Greenbush
- 1998 : Michael Landon
- 2000 : Clint Eastwood
- 2000 : Gabby Hayes
- 2001 : Ward Bond
- 2002 : Broncho Billy Anderson
- 2002 : Richard Widmark
- 2002 : Lee Van Cleef
- 2003 : John Carradine
- 2003 : Harry Carey Jr.
- 2004 : Robert Duvall
- 2004 : Herb Jeffries
- 2004 : Clint Walker
- 2005 : Henry Fonda
- 2005 : Karl Malden
- 2006 : Harry Morgan
- 2006 : Buck Taylor
- 2007 : Sam Elliott
- 2007 : Steve McQueen
- 2008 : Robert Fuller
- 2008 : George Kennedy
- 2009 : Dub Taylor
- 2009 : Morgan Woodward
- 2010 : Charlton Heston
- 2010 : Tom Selleck
- 2011 : Stuart Whitman
- 2011 : Andy Devine
- 2012 : Fess Parker
- 2012 : Bruce Boxleitner